# Daitō
Daitō (大東市?, Daitō-shi) è una città (市?, shi) situata nella parte orientale della prefettura di Osaka, in Giappone. È stata fondata il 1º aprile 1956.

## Geografia fisica
La superficie comunale è di 18,27 km². Al 1º gennaio 2010, la popolazione era di 125 361 abitanti, per una densità di 6861,58 ab./km². La maggior parte degli abitanti risiede nel quartiere di Kochi.
Daitō sorge sul margine orientale della pianura alluvionale di cui fa parte Osaka, alle pendici del monte Iimori. Il 38% del territorio è occupato dal centro abitato e dalla zona industriale, mentre il 35% è area agricola e forestale.

## Storia
La municipalità è stata istituita nel 1956 con la fusione delle cittadine di Suminodo e Shijo e del villaggio di Nango. Successivamente sono state apportate modifiche territoriali di lieve entità.

## Attrazioni turistiche
Il complesso templare buddhista Jigen-ji si trova nel territorio comunale, ai piedi del monte Iimori. È famoso per un'antica statua della bodhisattva Avalokiteśvara, venerata qui con il nome Nozaki Kannon. Si dice sia stata scolpita dal famoso monaco Gyōki, vissuto tra il 668 ed il 749 d.C.

## Infrastrutture e trasporti
A Daitō vi sono tre stazioni della linea Katamachi delle ferrovie JR West. La principale arteria automobilistica che attraversa il comune è la strada statale 170.